# Bessay-sur-Allier
Bessay-sur-Allier ist eine französische Gemeinde mit 1.384 Einwohnern (Stand: 1. Januar 2022) im Département Allier in der Region Auvergne-Rhône-Alpes. Sie gehört zum Arrondissement Moulins und zum Kanton Moulins-2. Die Einwohner werden Bessaytois genannt.

## Lage
Die Gemeinde Bessay-sur-Allier liegt etwa zwölf Kilometer südlich von Moulins am Allier, der die Gemeinde im Westen begrenzt, sowie seinem Zufluss Luzeray, der kurz vor seiner Mündung auch noch das Flüsschen Moulin aufnimmt. Nachbargemeinden von Bessay-sur-Allier sind Toulon-sur-Allier im Norden, Neuilly-le-Réal im Osten, Gouise im Südosten, Saint-Gérand-de-Vaux und La Ferté-Hauterive im Süden sowie Chemilly im Westen.

## Bevölkerungsentwicklung
| Jahr                       | 1962 | 1968 | 1975 | 1982 | 1990 | 1999 | 2006 | 2016 | 2022 |
| Einwohner                  | 1207 | 1207 | 1157 | 1331 | 1329 | 1378 | 1405 | 1339 | 1384 |
| Quellen: Cassini und INSEE |      |      |      |      |      |      |      |      |      |

## Sehenswürdigkeiten
- Kirche St-Martin mit Weihwasserbecken aus dem 12. Jahrhundert (Monument historique)
- Schloss Chaugy mit Taubenturm im Ortsteil Neuglise
- Schloss Paray
- Schloss Bessonat
- Schloss Le Moutier
- Schloss Les Robinats

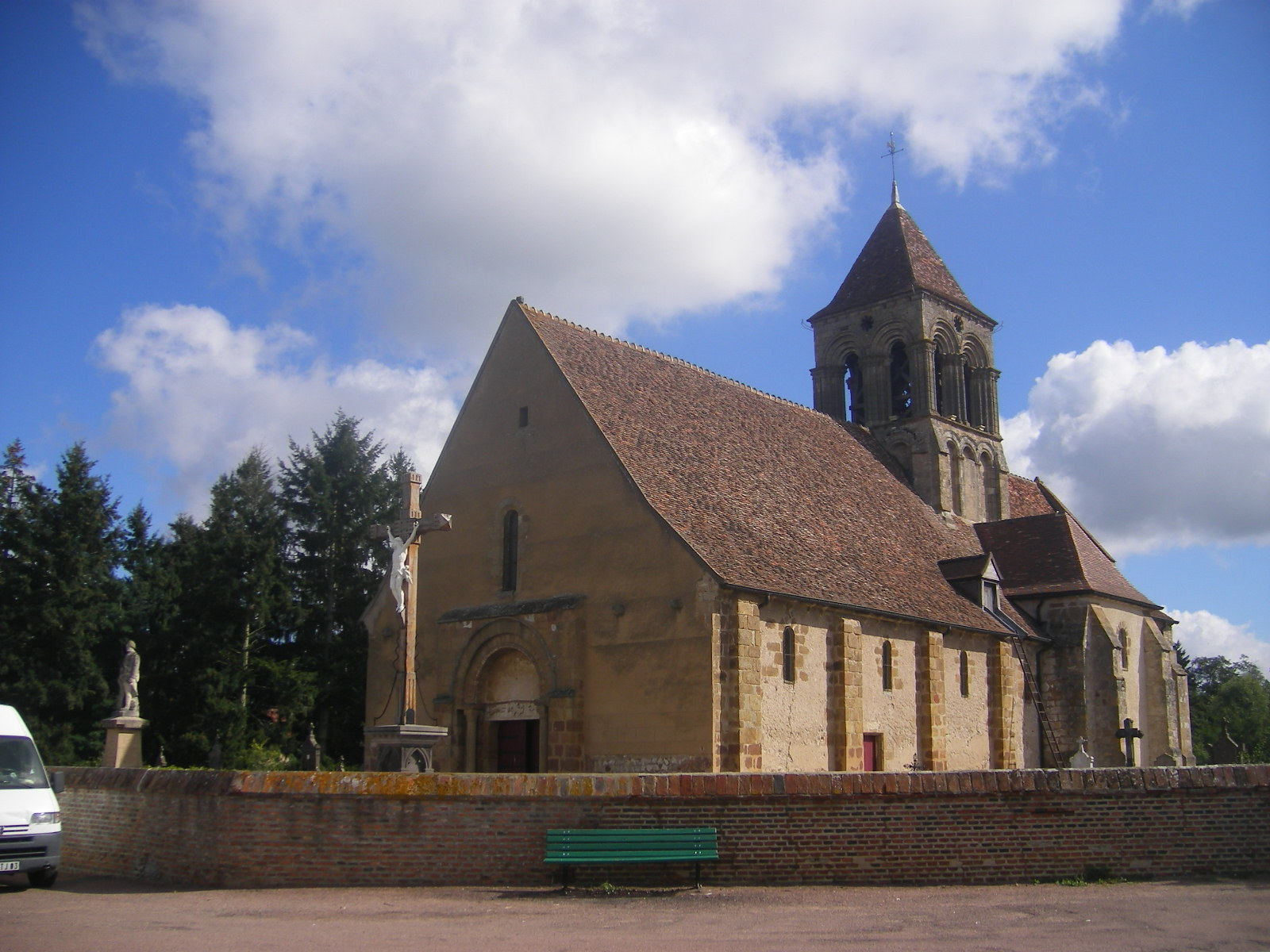
Kirche St-Martin
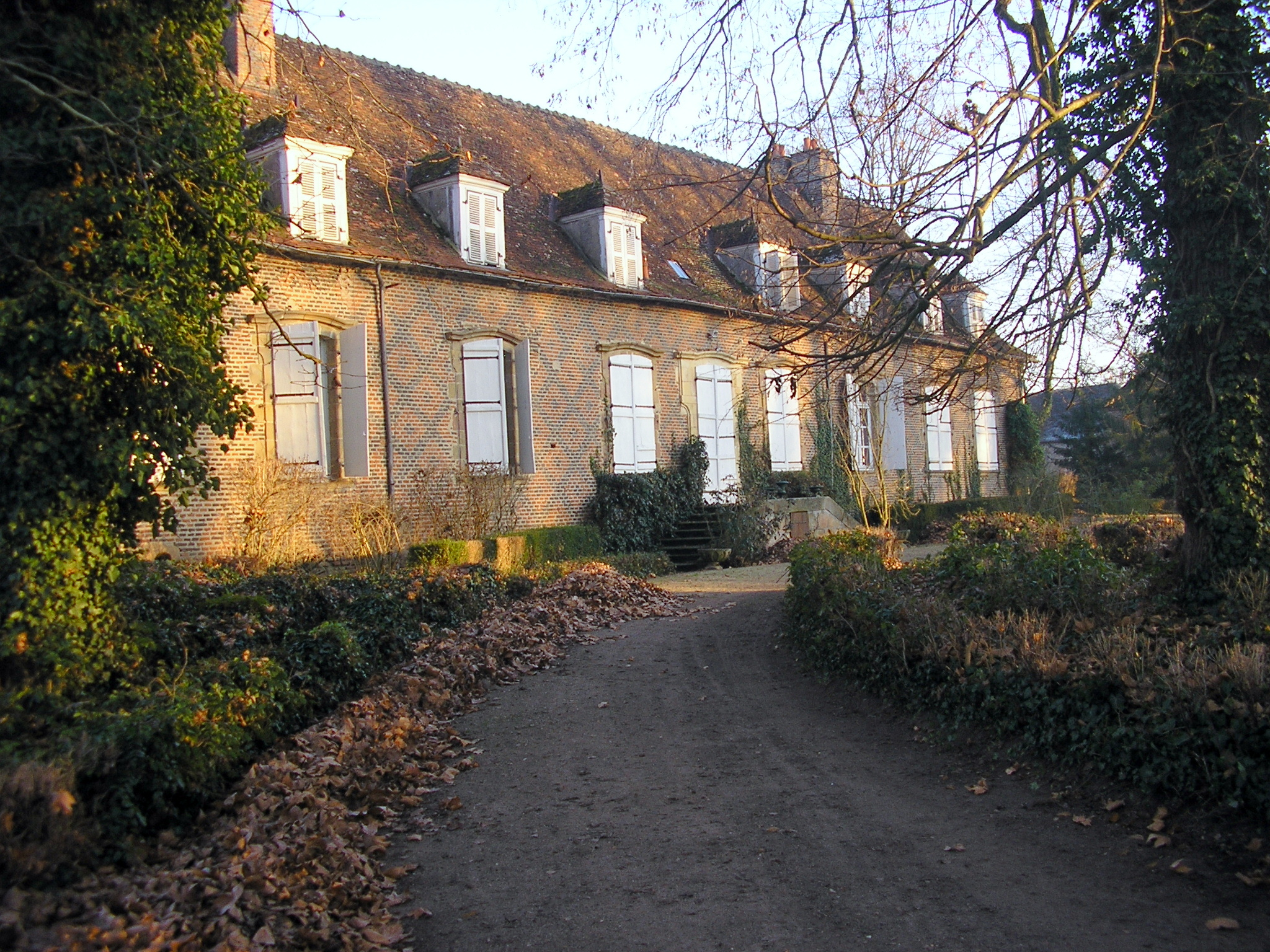
Schloss Chaugy
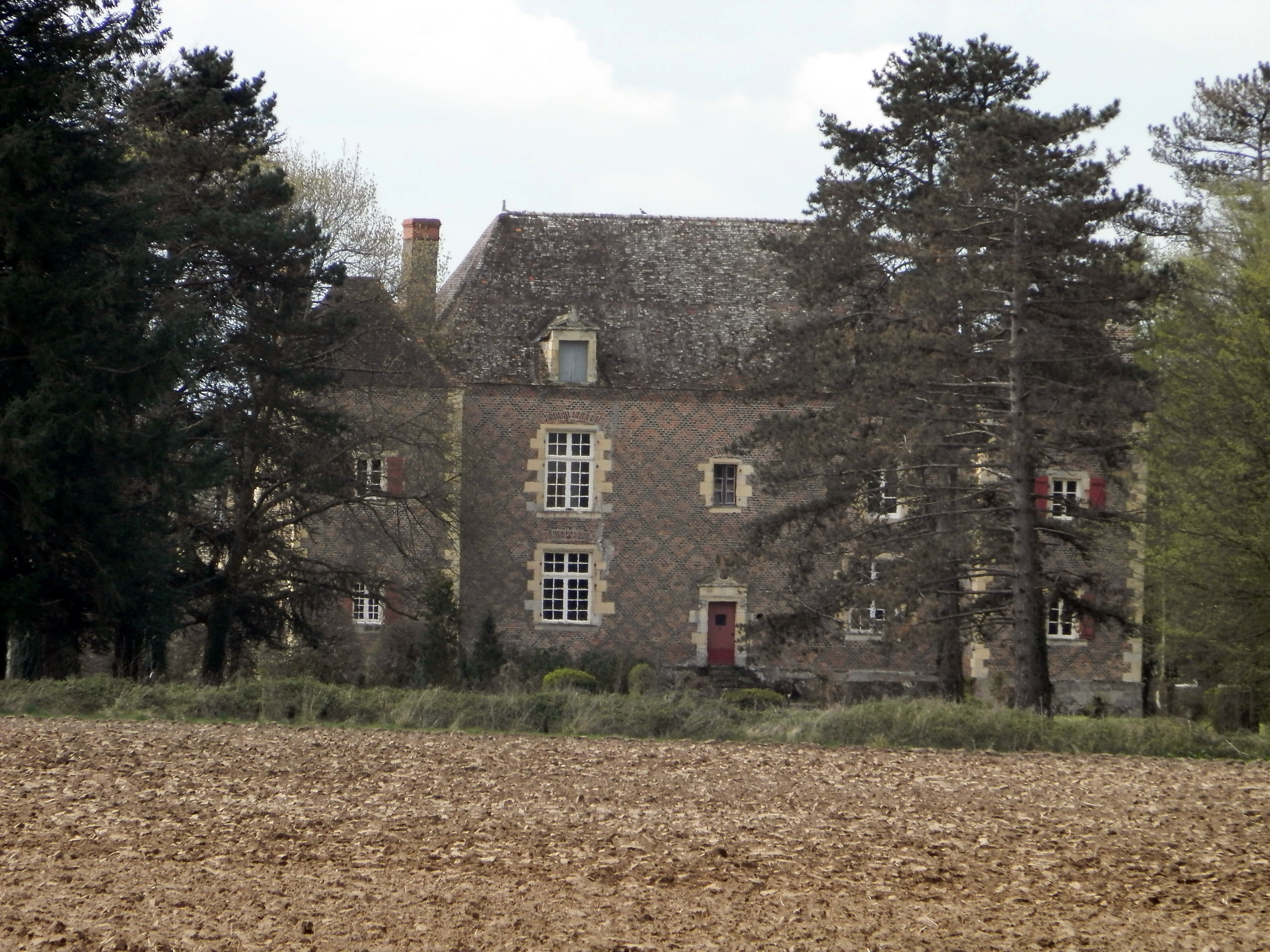
Schloss Paray
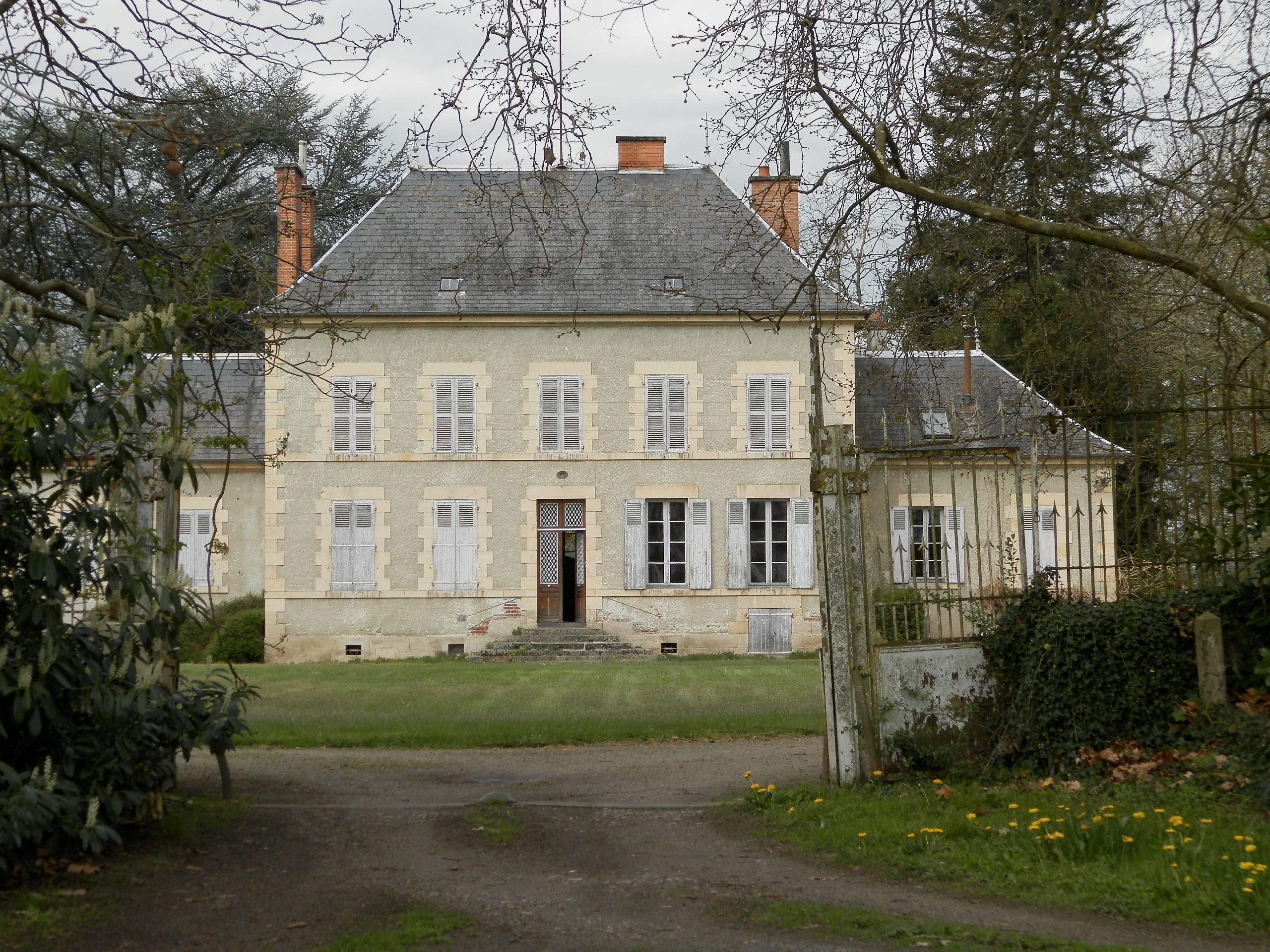
Schloss Bessonat
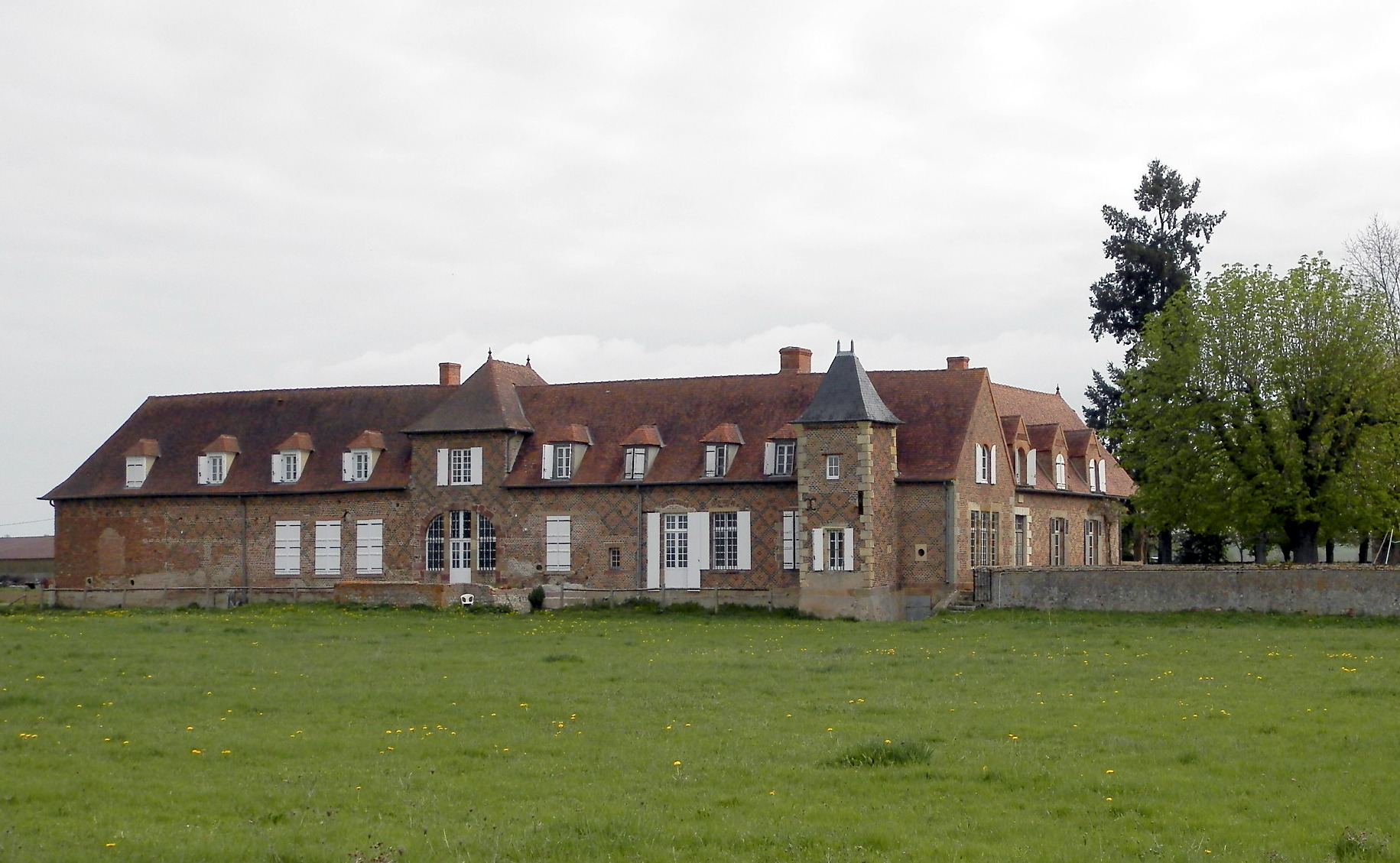
Schloss Le Moutier

## Wirtschaft und Infrastruktur
Durch Bessay-sur-Allier führt die Route nationale 7.
Die Gemeinde besitzt seit 1853 einen Haltepunkt an der Bahnstrecke Moret-Veneux-les-Sablons–Lyon-Perrache, welcher von Zügen des TER Auvergne-Rhône-Alpes der Verbindung Moulins–Clermont-Ferrand bedient wird.